# Petroupoli
Petroupoli (griechisch Πετρούπολη (f. sg.)) ist ein nordwestlicher Vorort der griechischen Hauptstadt Athen und eine Gemeinde mit knapp 60.000 Einwohnern (nach Angaben der Gemeinde tatsächlich rund 80.000) im Regionalbezirk Athen-West der Region Attika.

## Geografie
Petroupoli erstreckt sich auf durchschnittlich 140 m Höhe am nordwestlichen Rand des Athener Beckens am Fuß der Bergkette des Egaleo. Die Entfernung zum Athener Zentrum beträgt rund sechs Kilometer. Im Gebiet der Gemeinde bildet der Gipfel des Pikilo oder Zacharitsa (465 m) den höchsten Punkt. Seine felsige Landschaft erstreckt sich über die gesamte Länge der Gemeinde auf der nordwestlichen Seite und ist von Büschen und niedrigen Bäumen bedeckt. Das Straßenraster ist regelmäßig rechtwinklig angelegt; die Straßen der Gemeinde verlaufen in Südwest-Nordost- und in Nordwest-Südostrichtung, das Gelände fällt nach Südosten bis auf 80 m Seehöhe ab. 
Nachbargemeinden jenseits des Egaleo sind Aspropyrgos im Westen und nordwestlich Fyli. Südwestlich schließt sich die Gemeinde Chaidari an, im Süden und Osten geht der urbane Stadtraum direkt in das Gebiet der Gemeinden Peristeri und Ilio über. 
Petroupoli gliedert sich in vier Stadtteile mit 10 Wohnquartieren:
- Agia Triada (Αγία Τριάδα)
- Agios Dimitrios (Άγιος Δημήτριος)
- Ano Petroupoli (Άνω Πετρούπολη)
- Kato Petroupoli (Κάτω Πετρούπολη)
- Kipoupoli (Κηπούπολη)
- Michelis (Μιχελής)
- Nisaki (Νησάκι)
- Panorama (Πανόραμα)
- Palatiani (Παλατιανή)
- Pefka Verdi (Πεύκα Βέρδη)

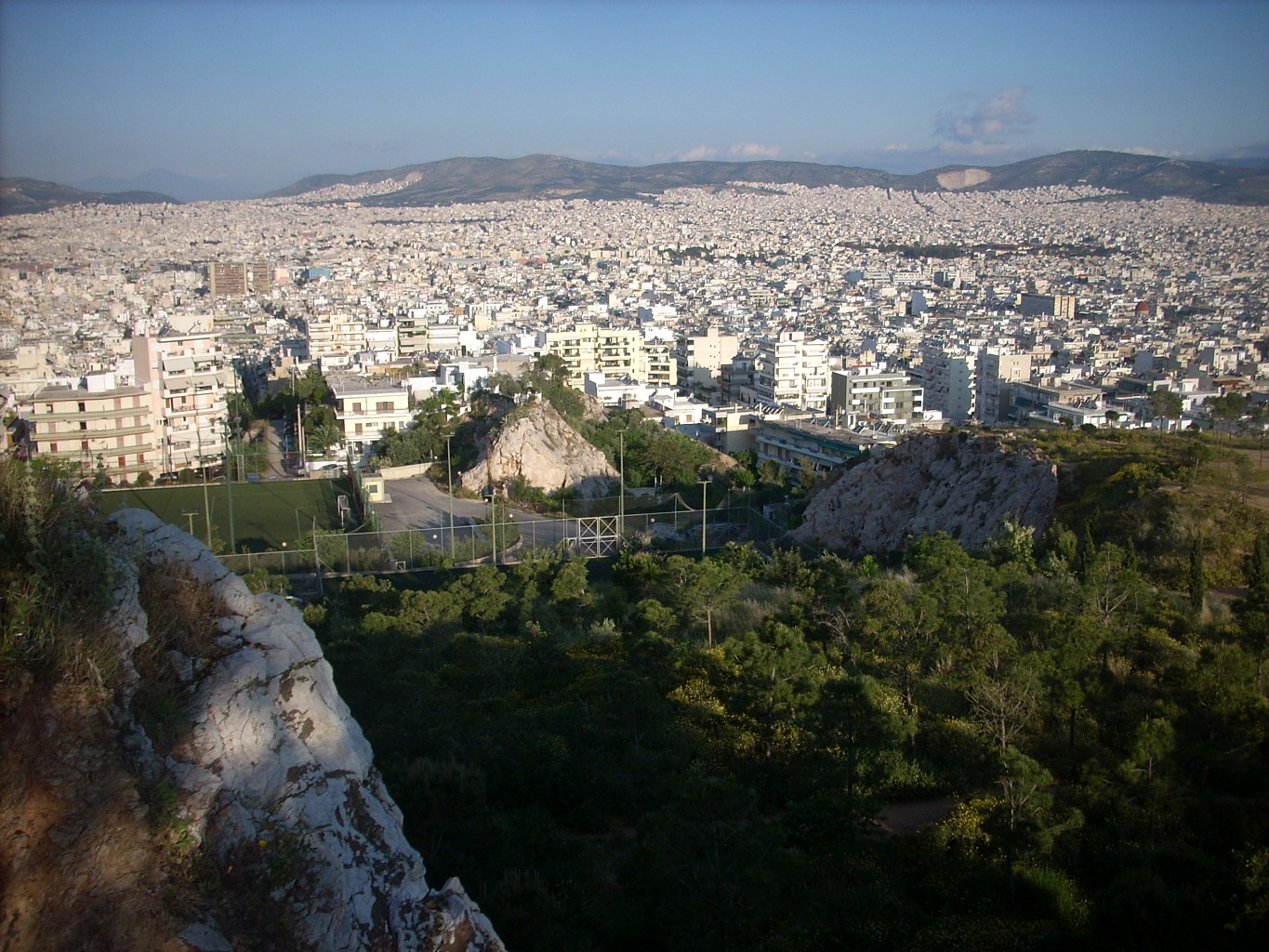
Petroupoli im rechten Bildhintergrund am Fuß des Pikilo
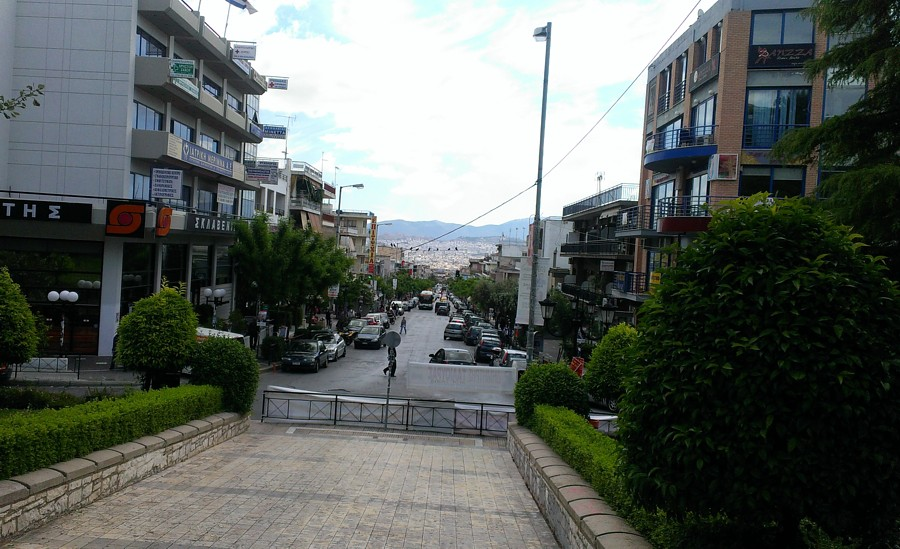
Blick in Richtung Athener Zentrum
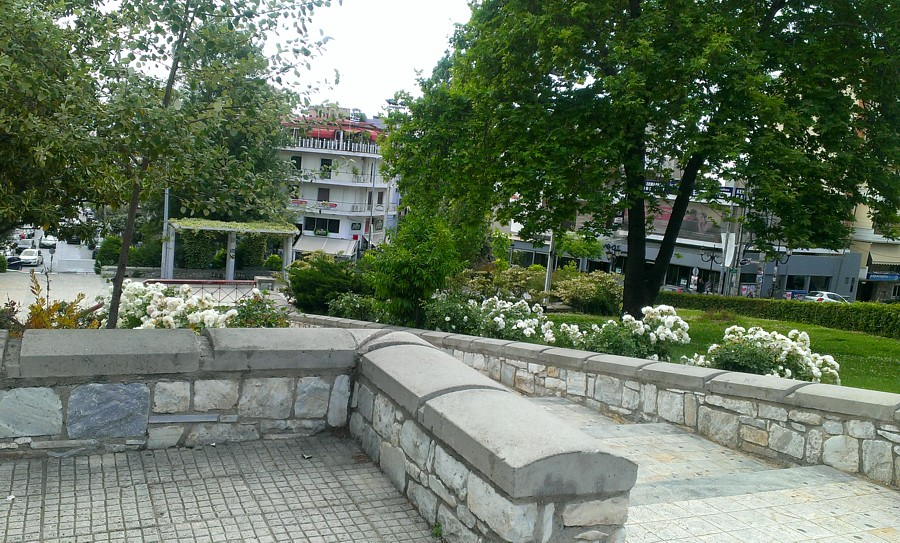
Zentraler Platz in Agios Dimitrios
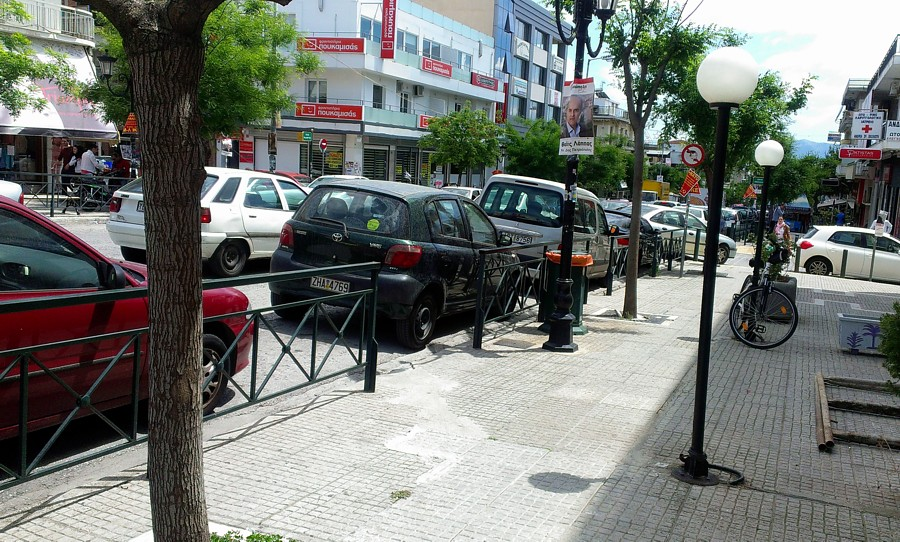
Die Hauptstraße 25is Martiou

## Geschichte
Zur Entstehung des Stadtnamens gibt es zwei Theorien. Nach der ersten heißt Petroupoli nach dem griechischen Wort für ‚Stein‘ bzw. ‚Fels‘ (petra), da der Boden des Gebiets felsig ist und es in der Vergangenheit am Egaleo einige Steinbrüche gab. Die häufigere ist jedoch, dass die Stadt nach Petros A. Giannaros benannt wurde, dem Gründer der Athener Zeitung Esperini, dessen Sohn und Nachfolger Alexandros das Gebiet bebauen ließ. Petroupoli ist auch der im Griechischen gebräuchliche Name für Sankt Petersburg.
Noch im 19. Jahrhundert bestand das Gebiet hauptsächlich aus Wald, Acker- und Weideland und wurde von Hirten aus den Bergen Mittelgriechenlands als Winterweide genutzt. Einer dieser Hirten, der Arvanite Panousis Verdis, behauptete 1842, ein Stück namens Klisoura am Berg Pikilo 1815 einem Türken abgekauft zu haben. Der Nordosten des Gebiets der heutigen Gemeinde gehörte als Großgrundbesitz reichen Athener Familien.
Ab 1912 gehörte das Gelände zur Gemeinde Athen, ab 1925 zu Nea Liosia. Der Druck durch die Flüchtlinge infolge des Bevölkerungsaustauschs zwischen Griechenland und der Türkei zu Anfang der 1920er Jahre, der die Bevölkerung des Athener Beckens hochschnellen ließ, führte zu einer Flucht aus dem Athener Zentrum und zur Gründung von Siedlungen am Rand der Athener Ebene. 
Die städtische Erschließung des heutigen Gemeindegebiets ging von zwei Bauprojekten der Zwischenkriegszeit aus.
So wurde durch die Erben des Grundstücks von Panousis Verdis im Südwesten der heutigen Gemeinde eine Immobilien-AG gegründet, die auf einem rund 1000 Hektar großen Gelände die Errichtung einer Gartenstadt (griechisch Kipoupoli) nach britischem Vorbild plante. Sie wurde für eine ‚Kooperative der Landlosen‘ errichtet und durch zwei Dekrete des Präsidenten im Februar 1929 als ‚Siedlung der Landlosen‘ (gr. Sinikismos ton Aktimonon) zunächst anerkannt und im April desselben Jahres durch einen Bebauungsplan als Siedlung Verdi ausgewiesen.
In der Gegend des heutigen Zentrums der Gemeinde verkauften zwei Großgrundbesitzer namens Noe und Tsouklidis eine Fläche dem Herausgeber der Zeitung Esperini, Alexandros Giannaros. Am 28. Juli 1933 veröffentlichte dieser in seinem Blatt einen Bebauungsplan mit 165 Wohnblöcken, für die Gutscheine erworben und in Raten zu 50 Drachmen abbezahlt werden konnten. Dieser Plan entspricht dem heutigen Straßenverlauf im Zentrum und in Ano Petroupoli, wobei die heutige Hauptstraße 25is Martiou als ‚Petroupoli-Boulevard‘ und die querende 28is Okrovriou nach dem Verleger als ‚Alexandros-Giannaros-Boulevard‘ verzeichnet waren. Ein zweiter Plan des Architekten Alexandros Metaxas im Juni 1934 wies 40 weitere Blöcke im heutigen Viertel Nisaki aus. Mit dem Bau der ersten Häuser wurde 1935 begonnen, 1937 das Kirchlein des Heiligen Dimitrios errichtet und 1938 die erste Grundschule eröffnet. Bis Ende 1938 siedelten sich 300 Einwohner in Petroupoli an.
1940 wurde Petroupoli mit 641 Einwohnern als Siedlung in der Gemeinde Nea Liosia anerkannt und erhielt 1946 seine Selbständigkeit als Landgemeinde (kinotita). Die Hochstufung zur Stadtgemeinde (dimos) erfolgte 1972.
Bebaut wurde das Gebiet hauptsächlich von den frühen 1950er bis in die 1990er Jahre. Die Bautätigkeit wird noch fortgesetzt, ist heute aber eingeschränkt. 
Von den späten 1940er bis in die 1980er Jahre wurde in Petroupoli in insgesamt acht Steinbrüchen Kalkstein abgebaut. 1953 begann der Abbau im Kalksteinbruch Emos (Αίμος) in Ano Petroupoli, dessen Überreste heute das Stadtbild prägen.

### Bevölkerungsentwicklung
| Jahr | Bevölkerung | Zuwachs           |
| ---- | ----------- | ----------------- |
| 1951 | 1.612       | -                 |
| 1961 | 8.520       | 6.908 / 428,54 %  |
| 1971 | 18.634      | 10.114 / 118,71 % |
| 1981 | 27.902      | 9.268 / 49,74 %   |
| 1991 | 38.278      | 10.376 / 27,19 %  |
| 2001 | 48.327      | 10.049 / 26,25 %  |
| 2011 | 58.979      | 10.652 / 22,04 %  |

## Politik
In Petroupoli gibt es eine lange Tradition von Bürgermeistern aus der KKE. Über einen Zeitraum von dreißig Jahren prägte der Kommunist Nikolaos Paximadas als Bürgermeister (1964–1967 und 1975–1994) die Politik. Nach seinem Rückzug aus der Politik und dem öffentlichen Leben der Stadt folgte ihm sein Parteigenosse Giorgos Giogos von 1994 bis 2002 nach. 2002 wurde Stefanos Vlachos, unterstützt von Synaspismos und PASOK, gewählt und 2006 im Amt bestätigt. Bei der Umsetzung des Kallikratis-Programms von 2010 wurde die Gemeinde nicht verändert. 2010 besiegte Thomas Kotsambas als Kandidat der KKE-nahen Liste Laiki Syspirosi (etwa ‚Volkszusammenhalt‘) mit 55 % den Kandidaten von Synaspismos und PASOK; im Mai 2014 gewann Vangelis Simos als einer der jüngsten Bürgermeister Griechenlands mit 53 % für dieselbe Liste.

## Kultur und Sport
Der alte Steinbruch Emos wurde zu Beginn der 80er Jahre in ein Freilichttheater mit zwei Bühnen, das Theatro Petras umgewandelt. Es ist allsommerlich Schauplatz des Internationalen Festivals Petras, in dessen Rahmen Konzerte und Theatervorstellungen stattfinden. Petroupoli unterhält außerdem ein Kulturzentrum, eine Musikschule und ein kommunales Kino. 
Das Gelände eines weiteren Steinbruchs beherbergt heute die städtische Sportanlage. Im Nordosten der Gemeinde hat der Sportverein Aris Petroupoli Athen seinen Sitz, der unter anderem über eine Fußball- und eine Basketballmannschaft verfügt.

## Infrastruktur und Verkehr
Der ASDA (‚Entwicklungsverband West-Athens‘) bezeichnet Petroupoli als eine der am meisten entwickelten Gemeinden in West-Athen. Dennoch gibt es Probleme wie den Mangel an Grün- und Freiflächen innerhalb der Stadt, die Verkehrsbelastung und die Nähe zur Mülldeponie von Ano Liosia. Begünstigt ist die Stadt durch ihre Lage direkt am Pikilo als einer der wenigen naturbelassenen Flächen im Gebiet der Hauptstadt. 
Petroupoli verfügt heute über 15 Kindergärten, 11 Grund-, 6 Mittel- und 5 Oberschulen und eine Berufsschule. Die Infrastruktur an Geschäften und Gastronomiebetrieben ist gut, so dass Petroupoli zu den beliebten Zielen des Athener Nachtlebens gehört.
Das griechische Autobahnnetz ist von Petroupoli nur über innerstädtische Straßen zu erreichen, die griechische A 1 verläuft etwa drei Kilometer südwestlich. Zur A 65, die in wenigen Kilometern Abstand zur Gemeinde hinter dem Egaleo verläuft, besteht kein direkter Anschluss. Der öffentliche Nahverkehr beschränkt sich auf Omnibusse.